# 宮本延春
宮本 延春（みやもと まさはる（旧姓：山元）、1969年1月4日 - ）は、日本の教育者、元高等学校教員。元豊川高等学校教諭、教育再生会議委員、エッセイスト。
名古屋大学理学部物理学科を経て同大学院理学研究科修士課程修了（修士（理学））。通称「オール1先生」。
自身の体験を綴ったエッセイの出版や講演活動を行っている。初エッセイ『オール1の落ちこぼれ、教師になる』は10万部突破のベストセラーとなった。

## 経歴
1969年 愛知県半田市生まれ。
幼稚園時代には、父は土木関係の仕事、母は旅館の仲居をしていたが、小学校入学と時を同じくして両親はラーメン屋を開業する。
小学校3年生頃から「勉強嫌い」と「いじめ」に悩むが、両親の仕事が忙しかったため誰にも相談できなかった。小学校、中学校と転校を繰り返し、精神的・肉体的に酷い「いじめ」に遭い、リストカットを決意するが未遂に終わる。
中学校1年の時に「オール1」の通知表をもらい、その後も調査書は音楽と技術が2でそれ以外は全て1。漢字は名前のみ、英単語はbookのみ、九九は2の段までしか書けないほど落ちこぼれる。高校受験をあきらめ、中学卒業後は職業訓練校に通う。父親が倒れ、母親のパート収入だけでは家庭が経済的に立ち行かなくなる。
職業訓練校卒業後、大工見習いになるが、親方の罵倒に耐えられず2年で退職する。
母親が癌で死去、2年後に父親も病死し、18歳にして天涯孤独(但し、彼の実の父母以外には年子の妹あり)になる。
ミュージシャンに憧れ、音楽活動を行う。フリーターになる。
愛知県豊川市にある渋山建設に就職する。少林寺拳法の道場で出会った妻・純子と交際開始。
1992年 23歳の時に勉強開始。
NHKスペシャル「アインシュタインロマン」に感銘を受け、物理学に関心を持ち、物理学を学びたいと大学受験を考え、小学校の小学三年生の算数ドリルから独学を始める。
1993年 24歳の時に豊川高等学校定時制に入学する。一年生の時、積水ハウスの建て方主任の資格に実技・学科共に合格。科学雑誌『ニュートン』の「天文学者になるには」という特集記事を読み、名古屋大学を第一志望と決め、本格的に受験勉強を開始する。
渋山建設を退職し豊川高等学校の理科実験助手になる。
中部大学工学部工業物理学科（特別奨学生枠）に合格。
1996年 27歳で豊川高等学校定時制を卒業し、名古屋大学理学部物理学科の推薦入試に合格し進学する。大学入試センター試験では8割弱の得点を叩き出した。
1998年 名古屋大学理学部物理学科卒業、名古屋大学大学院理学研究科修士課程に進学。素粒子宇宙物理学を専攻し、中西彊教授の高エネルギースピン物理研究室（SP研究室）で研究に没頭する。
2000年 名古屋大学大学院理学研究科修士課程修了、同博士課程進学。
2003年  名古屋大学大学院理学研究科博士課程単位取得退学、36歳で、私立豊川高等学校の教諭に採用される。
2007年6月25日、義家弘介の後任として、内閣教育再生会議の委員に起用されることが明らかとなった。
同年11月8日、テレビドラマ「3年B組金八先生」で紹介され話題となる。
2009年週刊文春（6月18日号、P147）に紹介される。
2010年代(日付不詳)、豊川高等学校を退職。現在は専業主夫である。

## 人柄
幼稚園の頃からひどく内気で口数が少なく、友達を作るきっかけが得られずに結局途方に暮れたままだということが多かった。また、体育も勉強と同じく苦手であったため（中学時代、強くなりたいという願望から少林寺拳法を習ったことがある。前述を参照）

## エピソード
- 1歳の時から養子として育ての両親に預けられた。彼の実の両親に1歳年下の妹がいて、妹を養子にする予定であったが、結局彼を養子にもらい受けることとなった。なお、小学4年生の頃まではこの事実は全く存じておらず、朝方、酔っ払って帰ってきた養父にたたき起こされ、養子だと告げられた挙句、初めて知った。養母から本当の両親の下に帰ってもいいと言われたが、結局養父母の家に留まることになった。
- 著書では彼が友人から呼ばれたときの苗字を「宮本」でほぼ統一している。しかし、実際に「宮本」姓を名乗るようになったのは結婚した後のことで、それまでは「山元」姓であった。「宮本」姓で統一されている理由は明らかにされていない(なお、「山元」姓は前述の養子先の苗字であって出生時の苗字ではない)。
- 授業開始前、生徒に自身の中学時代の成績を告白した時、生徒たちは絶句して、信じてもらえなかったほどだった。
- 2児の父であるが、2人とも健康上の問題を抱えている(長男は生まれつき心臓の持病持ち、次男は広汎性発達障害や知的障害を抱える)。そのため、正確な時期は不明だが現在は豊川高校を退職し、主夫となっている。

## 教育方針
1. 考える力を養う
2. 落ちこぼれを作らない

## 著書
- 『オール1の落ちこぼれ、教師になる』（角川書店、2006・7）
- 『未来のきみが待つ場所へ 先生はいじめられっ子だった』（講談社、2006・12）産経児童出版文化賞フジテレビ賞受賞
- 『キミのためにできること』（WAVE出版、2007・8）
- 『逆境力　どん底の日々がボクに力をくれた』（主婦と生活社、2008・9）
- 『こころの羅針盤　親から子へ伝えたい60章』（主婦と生活社、2010・6）
- 『宇宙を感じる七日間』（プレアデス出版、2012・7）